# Fernando Reinoso
Fernando Reinoso Suárez (Mecina Bombarón, Alpujarras, Granada, 17 de marzo de 1927 - Madrid, 5 de mayo de 2019) fue un relevante anatomista y neurocientífico que aportó grandes avances científicos en la investigación de la Medicina. Fue el primer español en escribir en la revista Science. Residente de la Residencia de Estudiantes de Madrid, científico ampliamente galardonado en España e Hispanoamérica. Académico de número de la Real Academia Nacional de Medicina. Fue cofundador de la Facultad de Medicina de la Universidad de Navarra (1962), además de Decano de la misma y cofundador de la Facultad de Medicina de la Universidad Autónoma de Madrid (1969). Reinoso recibió, entre otros, los Premios Santiago Ramón y Cajal del CSIC (1956), el Nacional de Investigación (1958), el Premio Eugenio Rodríguez Pascual (1994)  el Premio Rey Jaime I de Investigación Básica (2006), la Medalla de Oro de la Universidad Autónoma de Madrid (2018). Ostentó la Encomienda (1976) y la Gran Cruz de Alfonso X el Sabio (1980), fue Doctor "Honoris Causa" por las Universidades de Valladolid (1994), Granada (1997) y Universidad Nacional de Educación a Distancia (2002), y profesor “Ad Honorem” de la Universidad de Montevideo (1996).  
Su actividad docente estuvo dedicada fundamentalmente a la enseñanza de Embriología Humana y Neurociencia. Promocionó la docencia y la investigación en Neurociencia en España e Hispanoamérica. Introdujo la asignatura de Neurobiología en el currículo de Medicina de la UAM, tuvo un papel importante en el nacimiento de la Sociedad Española de Neurociencia. Miembro de la escuela de José Escolar García, dedicó toda su vida a la investigación de las conexiones neuronales por la influencia de D. Santiago Ramón y Cajal.  

## Biografía
Reinoso se licenció en Medicina por la Universidad de Granada en 1950 y un año después obtuvo el doctorado por la Universidad de Madrid con una tesis sobre Conexiones del núcleo rojo. Discípulo de José Escolar García, en 1954 fue nombrado colaborador de su Sección de Anatomía en el Consejo Superior de Investigaciones Científicas. Fue catedrático de las universidades de Salamanca (1957), Granada (1960), Navarra (1962) y, finalmente, de la Universidad Autónoma de Madrid (1969).
Fue el primer español en escribir en la revista Science en 1964. De 1972 a 1977 fue Vicerrector de Investigación, organizando la investigación de esta Universidad de la que posteriormente fue Profesor Emérito y responsable del programa de Doctorado en Neurociencia. Su actividad docente estuvo dedicada fundamentalmente a la enseñanza de Embriología Humana y Neurociencias. Desde 1995 fue académico de número de la Real Academia Nacional de Medicina ocupando el Sillón n.º 31 (Anatomía).
En los últimos años de su vida estudió de una forma especial las bases neurales del ciclo vigilia-sueño y de las cortezas asociativas como substrato neurobiológico de las funciones cerebrales superiores. Fue socio de numerosas sociedades científicas de algunas de las cuales, nacionales e internacionales, fue socio fundador.    
Promocionó la docencia y la investigación en Neurociencia en España e Iberoamérica, p. ej.: introdujo la asignatura de Neurobiología en el currículo de Medicina de la UAM, tuvo un papel importante en el nacimiento de la Sociedad Española de Neurociencia y organizó 6 cursos teórico-prácticos (1983 a 1988) sobre Neurociencia en Iberoamérica. 

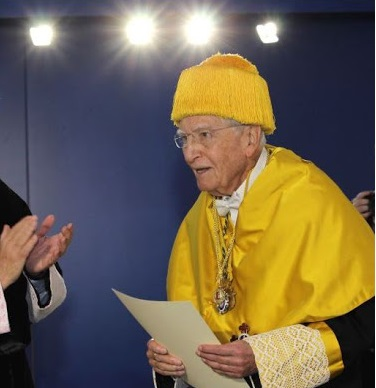
Fernando Reinoso recibe la medalla de oro de la Universidad Autónoma de Madrid.

## Premios y reconocimientos
- Premio Santiago Ramón y Cajal (CSIC, 1956).
- Premio Nacional de Investigación Científica (1958).
- Encomienda de la Gran Cruz de Alfonso X el Sabio (1976).
- Gran Cruz de Alfonso X el Sabio al mérito docente (1980).
- Premio Eugenio Rodríguez Pascual a la investigación biomédica (1994).
- Doctor honoris causa por la Universidad de Valladolid (1994).
- Académico de Número de la Real Academia Nacional de Medicina (1995).
- Profesor «ad honorem» de la Universidad de Montevideo (1996).
- Doctor honoris causa por la Universidad de Granada (1997).
- Doctor honoris causa por la UNED (2002).
- Premio Rey Jaime I de investigación básica (2006).
- Medalla de Oro de la Universidad Autónoma de Madrid (2018).

## Sociedades científicas a las que perteneció
- International Brain Research Organization (IBRO)
- Society for Neuroscience
- European Neuroscience Association
- Sociedad Española de Neurociencia, miembro fundador y primer presidente electo
- Brain and Behavior Society
- World Federation of Neurology
- Commission for Comparative Neuroanatomy of the World Federation of Neurology
- European Society for Sleep Research, miembro fundador
- World Federation of Sleep Research Societies, miembro fundador
- American Association for the Advancement of Science
- American Association of Anatomists
- Association des Anatomistes
- Sociedad Española de Neurología
- Sociedad Española de EEG y Neurofisiología, miembro de honor
- Sociedad Española de Anatomía

## Max Planck Institut de Göttingen
Tras doctorarse, realizó una estancia de dos años en el Departamento de Neurofisiología (Prof. Kornmüller) del Max-Planck-Institut en Göttingen con una beca de la Deutsche Akademische Gesellschaft. En Alemania estudió las modificaciones bioeléctricas cerebrales tras lesiones en mesencéfalo, postulando la existencia de conexiones directas desde el tronco del encéfalo a la corteza cerebral por un camino subtalámico, como sustrato del sistema reticular ascendente de activación. Estas conexiones fueron demostradas más tarde por su grupo mediante técnicas de degeneración anterógrada y retrógrada y de transporte axonal. El sistema de organización de la ciencia que conoció en Alemania, en el que el científico, con un amplio apoyo de personal técnico cualificado, tenía que ocuparse fundamentalmente de leer, pensar e investigar sin distraerse con otras actividades, dejó una honda huella en él ya para siempre.
Desde entonces siempre insistió en la importancia de un personal técnico y administrativo eficaz para el apoyo a la investigación. También en Alemania por primera vez experimentó el valor del enfoque multidisciplinar en la investigación y en la enseñanza. En 1952 volvió a España, aunque siguió haciendo estancias de investigación en Alemania prácticamente todos los veranos siguientes hasta 1959, para estudiar el desarrollo del diencéfalo humano en las colecciones de embriones de distintos centros.

## Residencia de Estudiantes de Madrid
A su regreso de Alemania renovó el nombramiento como Ayudante de la Sección de Anatomía del Instituto Cajal en Granada y continuó participando activamente en la enseñanza teórica y práctica de Anatomía. Dos años después, en 1954, obtuvo por oposición una plaza de Colaborador del CSIC y en 1957 consiguió la cátedra de Anatomía de la Universidad de Salamanca. Esa fue una época de intensa actividad en lo científico, estudiando las modificaciones de potenciales evocados sensoriales tras lesiones selectivas en distintas regiones del encéfalo con el fin de demostrar su hipótesis de una doble ruta ascendente —talámica y subtalámica— de activación cortical. Don Fernando evoca de ese periodo acontecimientos más personales como la preparación de sus oposiciones y la convivencia con otros opositores e investigadores en la Residencia de Estudiantes, Consejo Superior de Investigaciones Científicas, de la calle Pinar en Madrid. En esa misma residencia estuvieron destacados personajes históricos como Lorca, Dalí o Buñuel.

## Universidad Autónoma de Madrid
El Profesor Fernando Reinoso Suárez tuvo un papel decisivo en la gestación y puesta en marcha de la Facultad de Medicina de la UAM y, como primer Vicerrector de Investigación de la UAM, participó de forma determinante en la implantación de la investigación en nuestra universidad. El Prof. Reinoso fue uno de los pioneros que, hace ahora 50 años, contribuyeron de manera decisiva a forjar el nivel de excelencia científica y académica de nuestra universidad. En ella ha desarrollado una memorable labor que ha tenido sus cimientos en una particular clarividencia sobre la esencia de la vida universitaria y una dedicación apasionada al estudio del sistema nervioso.

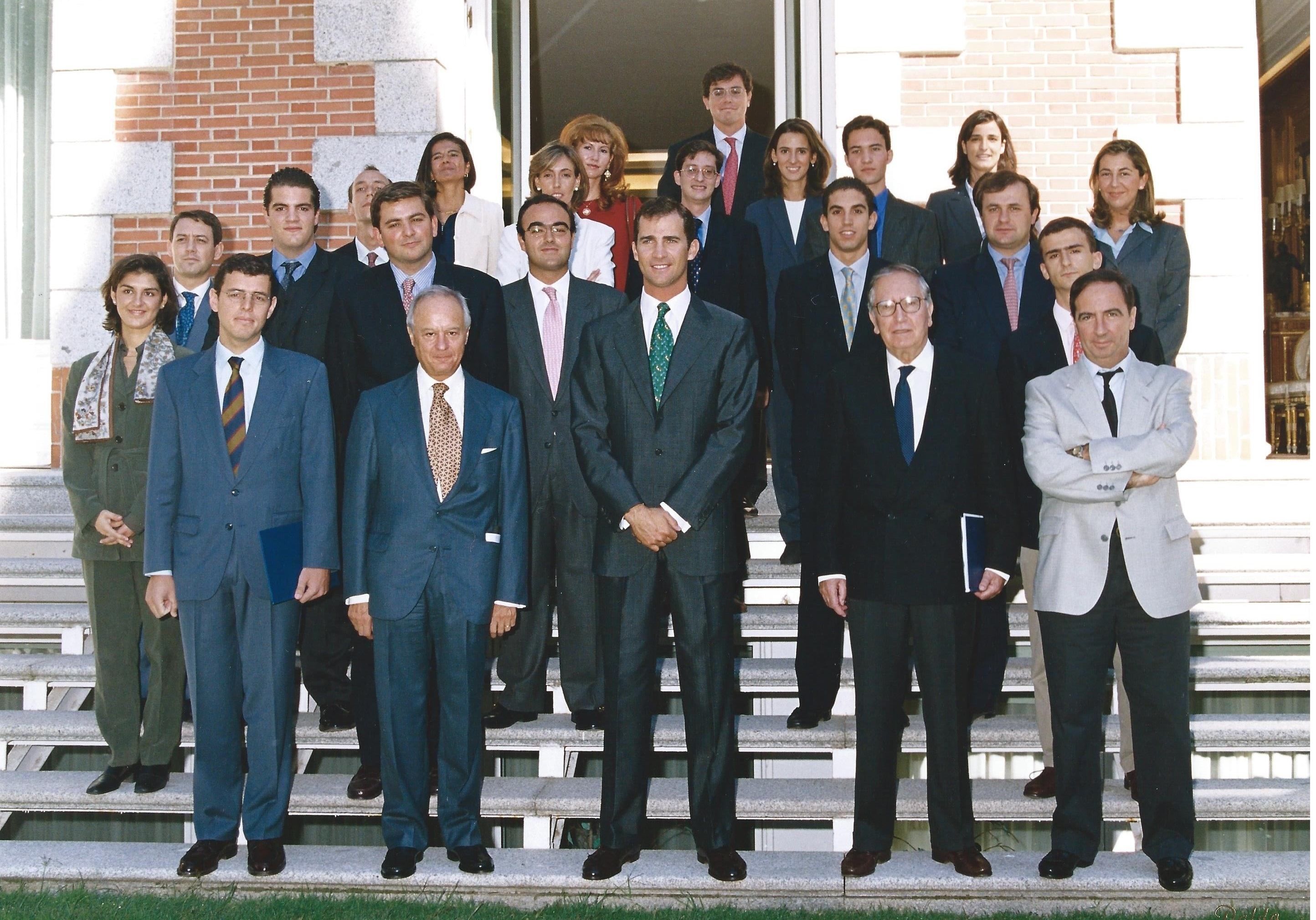
Fernando Reinoso (s.i.) con SSAARR el Príncipe Felipe

Como primer Vicerrector de Investigación de la Universidad Autónoma de Madrid se ocupó de la puesta en marcha de su Servicio de Investigación, un innovador soporte institucional para la investigación competitiva, financiada con fondos externos, en la universidad pública. Como Vicedecano de la Facultad de Medicina de la Universidad Autónoma de Madrid participó en la creación de su primer Plan de Estudios, que marcó desde sus inicios el nivel de innovación y excelencia en la formación médica que en ella se imparte. Además, la visión del Profesor Reinoso, basada en su experiencia en universidades de Estados Unidos y Alemania, fue clave en el diseño de los espacios para la docencia teórica y práctica, así como de los laboratorios de investigación de la Facultad. Un ejemplo destacado de este enfoque innovador fue la implantación en la Facultad de Medicina, desde su fundación en el año 1969, de la asignatura de Neurobiología. En ella se explicaba siempre de forma integrada la Anatomía, Histología, Fisiología y Patología General del Sistema Nervioso. Del grupo que enseñaba Neurobiología de forma multidisciplinaria en la UAM en los años setenta, nació la iniciativa de organizar las reuniones de “Neurobiólogos Españoles” que se consolidaría con la creación en 1985 de la “Sociedad Española de Neurociencia” (SENC), de la cual Fernando Reinoso fue el primer Presidente Electo.
En 1969 el Prof. Reinoso recibió la invitación del Rector de la Universidad Autónoma de Madrid, Prof. Luis Sánchez-Agesta y del Decano-comisario de su Facultad de Medicina, Prof. Arturo Fernández-Cruz, para incorporarse a la puesta en marcha de la Facultad de Medicina de la UAM. Fue una aventura muy ilusionante para la que hubo que ensamblar muchas piezas a contrarreloj. La confección de los programas docentes y la definición de los principios que guiarían el funcionamiento de la Facultad de Medicina de la UAM fueron el fruto de intensas e interesantes discusiones durante el verano de ese año. Tras muchos esfuerzos organizativos, el curso académico comenzó el 13 de octubre de 1969 y el Prof. Reinoso tuvo el honor de dictar la primera lección que se impartió en la Facultad de Medicina. En ella dio la bienvenida a los nuevos alumnos, les agradeció la confianza que habían depositado en ese nuevo proyecto del cual iban a ser parte indispensable y les pidió su colaboración en esa aventura. A continuación, les planteó los objetivos de los estudios de la nueva Facultad, la necesidad de formar más que de informar y les explicó la metodología y la filosofía de la enseñanza integrada-coordinada.
El Prof. Reinoso fue el primer Vicerrector de Investigación de la UAM (1972-1978) y de la universidad española. Concibió el Servicio de Investigación de nuestra universidad como una unidad de gestión de apoyo al investigador en todas las facetas de su labor investigadora. En aquel momento se pusieron los medios estructurales esenciales y se logró consolidar equipos investigadores de calidad en todas las Facultades de la UAM, lo que confirió un perfil netamente investigador a esta universidad. Ese era un objetivo inexcusable para Don Fernando, que como decía en su discurso de inauguración del curso 1981-1982: "para ser profesor universitario no sólo hay que saber investigar, sino que hay que investigar bien, que si no se investiga bien puede ser uno lo que sea, pero nunca será profesor universitario".
En lo referente a su propia actividad investigadora, a partir de la década de 1970, ya como catedrático de la Universidad Autónoma de Madrid, el profesor Reinoso-Suárez y su equipo desvelaron hallazgos fundamentales mediante la incorporación a sus estudios de las técnicas de transporte axoplásmico para trazar conexiones neuronales en el sistema nervioso central. Esos métodos fueron una revolución para la Neurociencia en ese momento e hicieron avanzar llamativamente los conocimientos sobre el la organización del sistema nervioso. De esa época son los descubrimientos de proyecciones tan importantes como las del locus coeruleus y núcleos del rafe a la corteza cerebral, las proyecciones desde el complejo amigdalino a las cortezas prefrontal y motora, o las conexiones cortico-corticales entre distintos territorios cerebrales en roedores, carnívoros y primates no-humanos.
También en la UAM consiguió sistematizar los estudios multidisciplinares aplicados al conocimiento de los mecanismos del ciclo vigilia-sueño. Así, mediante estudios anatómicos con trazado axonal se demostraron definitivamente las proyecciones directas desde el hipotálamo, mesencéfalo y puente oral a la corteza cerebral, de forma que los impulsos ascendentes activadores y sincronizadores del EEG de la formación reticular pontina pueden llegar a la corteza directamente por una ruta subtalámica. Estudió la participación del cerebelo y de distintas áreas del tegmento pontino en la generación de las fases del ciclo vigilia-sueño y, mediante un abordaje anatómico y de estimulación química, demostró que la parte ventral del núcleo reticular oral del puente es la estructura nodal de la red neuronal generadora y mantenedora del sueño REM. Posteriormente se precisaría la extensión de esta región dentro del tegmento pontino. Esta área de investigación prosigue en la actualidad, siendo objeto de reciente atención su organización ultramicroscópica y la determinación de los neurotransmisores y mecanismos electrofisiológicos que intervienen en la inducción y mantenimiento del sueño REM. Durante su etapa como catedrático de la UAM han sido muchas las aportaciones científicas de transcendencia que Don Fernando ha hecho en el campo de la Neurociencia. Estas contribuciones han continuado durante su periodo como catedrático Emérito hasta el momento actual.
En 2017 el Consejo de Gobierno de la UAM resolvió por decisión unánime de sus miembros otorgar al Prof. Reinoso la Medalla de la Universidad Autónoma de Madrid. Esta concesión ha sido para él un reconocimiento de enorme valor y por el que se siente profundamente agradecido. En la ceremonia del solemne acto de entrega, que se celebró el 25 de enero de 2018, decía cargado de afecto "hoy es para mí un día profundamente emotivo: recibo la más alta distinción de mi Universidad, a la que he tratado de servir con intensidad desde que nació, hace 50 años". Y efectivamente en la UAM ha sido donde el ambicioso proyecto que había ido madurando en su mente desde hacía tantos años alcanzó el más alto grado de consecución. En nuestra Universidad pudo Don Fernando como primer Vicedecano de la Facultad de Medicina intervenir en el diseño efectivo de un currículo médico y plan de estudios que ha demostrado formar profesionales médicos que durante décadas han conseguido lograr los mejores resultados en las pruebas MIR que dan acceso a las especialidades médicas.
Aquí también logró alcanzar en su área de conocimiento el mayor grado de integración disciplinar en la formación universitaria médica pregraduada, mediante la asignatura de Neurobiología que se impartió durante 25 años en la Licenciatura de Medicina de la UAM. Como Vicerrector de Investigación consiguió fomentar la investigación competitiva de calidad con la creación de un Servicio de Investigación que ha sido ejemplo para otras muchas universidades españolas; su empeño en ese cometido contribuyó sin duda a que la promoción de la investigación haya sido la carta de presentación y el estandarte de la UAM en múltiples foros. Finalmente, también desde la UAM logró nuclear en torno a los profesores participantes en la asignatura de Neurobiología un grupo de neurocientíficos entusiastas con los que instauró las denominadas "Reuniones de Neurobiólogos Españoles" que finalmente cristalizaron en la constitución de la Sociedad Española de la Neurociencia (SENC), de la que fue su primer Presidente Electo.
Disertando sobre la neurobiología del sueño, Don Fernando ha afirmado que los mejores sueños son los que se tienen despierto, quizás como los de aquel niño que contemplaba el horizonte y las estrellas desde su pueblecito de la Alpujarra y soñaba el presente y el futuro. Solo él sabe cuáles eran esos sueños, muchos seguramente ya se habrán cumplido porque constantemente repite "me considero un hombre feliz y muy afortunado".

## Universidad de Navarra
En el verano de 1962 Fernando Reinoso se traslada a Pamplona para incorporarse a la nueva Universidad de Navarra. Allí muchas de sus aspiraciones universitarias tuvieron inmediata respuesta: selección de alumnos, medios eficaces para la enseñanza práctica, soporte técnico y administrativo con personal adecuado, y facilidades para formar un equipo investigador multidisciplinar. Además, la colaboración docente e investigadora con Histología y con los servicios de Neurología y Neurofisiología Clínica de la Clínica Universitaria fue excepcional desde el primer momento.Tampoco fue difícil poner los medios para organizar un currículo de acuerdo con los avances de los conocimientos profesionales y de la metodología y técnicas docentes. En esa época realizó muchos viajes a distintas universidades norteamericanas en relación con el currículo médico y tuvo un papel esencial en la coordinación e integración de las materias del plan de estudios de Medicina inicialmente como Vicedecano de la Facultad de Medicina desde 1962 y posteriormente como Decano desde 1967. En la Universidad de Navarra las investigaciones del Prof. Reinoso evolucionaron desde sus estudios del EEG y los potenciales evocados hacia el conocimiento de las estructuras generadoras y reguladoras de las distintas fases del ciclo vigilia-sueño. Ello obligaba a hacer registros poligráficos amplios y análisis más complejos para estudiar las modificaciones en las diferentes fases tras pequeñas lesiones producidas mediante diatermocoagulación.Hizo con su equipo en esta época aportaciones fundamentales a la Neurobiología del Sueño mediante experimentos de lesión selectiva en el prosencéfalo basal y la formación reticular pontina. Simultáneamente estudió con técnicas de degeneración retrógrada y anterógrada la organización y conexiones de las estructuras lesionadas. De este período son las primeras descripciones de conexiones mesocorticales ascendentes, cuya aceptación encontró una férrea oposición en el ámbito científico internacional por contravenir la idea establecida hasta ese momento de que no existían proyecciones a la corteza cerebral desde estructuras subcorticales no talámicas. Similar oposición encontró la primera descripción de las proyecciones nigroestriatales, tan ampliamente replicadas después por otros laboratorios, pero cuya primera comunicación internacional hizo el Prof. Reinoso con sus colaboradores en 1967 en el Third Symposium on Parkinson’s Disease que se celebró en Edimburgo.

## Universidad de Granada
En octubre de 1960 se traslada a Granada, donde permanecería dos años académicos, como catedrático de Anatomía Humana. Disfrutó de una afectuosa y cálida acogida en su tierra natal, en la que pasó una etapa muy dichosa por la cercanía de amigos y familiares. Durante la etapa de Granada continuó sus estudios neurofisiológicos, demostrando el límite posterior del sistema reticular ascendente de activación y por lo tanto del sistema de vigilia. La última Tesis de este período se centró en el estudio de las modificaciones bioeléctricas tras coagulaciones del pedúnculo cerebeloso superior. Este trabajo, realizado con Anastasio (‘Tato’) Camacho, tendría una especial relevancia por ser el primero de una serie de experimentos que condujeron a la publicación de Camacho-Evangelista y Reinoso-Suárez en la revista Science en 1964. Esta publicación fue el primer trabajo científico realizado enteramente en España publicado en tan prestigiosa revista.
En la Universidad de Granada, el Prof. Reinoso propuso aumentar la plantilla de personal científico y técnico de las Cátedras, limitar el número de estudiantes a la capacidad docente real de los centros y la necesidad de profesionales del país, modificar los currículos de acuerdo a los avances del conocimiento y metodología y, finalmente, aumentar la enseñanza práctica en la universidad. Estos objetivos, que estaban claros y meditados en el pensamiento de Don Fernando, no eran sencillos de alcanzar en la España de aquella época. En 1961 recibió la oferta de incorporarse a la Universidad de Navarra, cuya Escuela de Medicina acababa de crearse pocos años antes. Esa propuesta para participar en la puesta en marcha de una universidad naciente y distinta fue un estímulo ilusionante y encajaba plenamente en su deseo de renovación de la universidad española para propiciar una enseñanza e investigación eficaces al más alto nivel.

## Universidad de Salamanca
El traslado a Salamanca en 1957 para iniciar una actividad con responsabilidad ya totalmente personal fue el momento de volcarse en poner en práctica la idea de universidad que había ido concibiendo en los años previos. Para conseguir esto optó por una dedicación exclusiva a la universidad. Algunas de esas nociones directrices eran que en la universidad había que enseñar  bien e investigar a nivel competitivo internacionalmente, que era necesaria una infraestructura material y de personal científico y, sobre todo, de personal técnico bien formado, de la que en ese momento carecía la universidad española, que su tema de investigación sería el estudio y comprensión del sistema nervioso humano, apoyándose en estudios experimentales realizados en animales y con un enfoque multidisciplinar, y que en el aspecto docente debería enseñar una Anatomía funcional, apoyada en la Embriología, con interés aplicativo, coordinando su enseñanza al máximo con las otras materias de la Medicina.
Estos anhelos no eran fáciles de alcanzar, pues chocaban con la tradicional rigidez y aislamiento de las disciplinas académicas, la masificación de la universidad española, la falta de personal de apoyo a la investigación y las plantillas exiguas de profesores en las Cátedras, la mayoría de las veces con dedicación parcial. Aun así, el Prof. Reinoso logró en su faceta docente una coordinación de la enseñanza de la Anatomía con otras materias del currículo médico de Salamanca, y en la labor investigadora, iniciar un estudio multidisciplinar del sistema nervioso y emprender la formación de un equipo de investigación con personas procedentes de distintos ámbitos disciplinares, algunas de las cuales lo acompañarían en su posterior periplo por distintas universidades españolas hasta llegar a la UAM.

## University of California
En el verano de 1960 pasó tres meses en Los Ángeles invitado por el profesor Horace Magoun a su laboratorio en el Brain Research Institute de la Universidad de California en Los Ángeles (UCLA). Allí realizó estudios sobre las modificaciones de los potenciales evocados visuales registrados en el núcleo geniculado lateral y la corteza visual tras lesiones diencefálicas. En la UCLA tuvo su primer contacto con la organización de la universidad norteamericana, tanto en métodos docentes como en la estructuración de la investigación.
También allí por primera vez tuvo la oportunidad de asistir a un curso de Neurobiología —el curso titulado “Basic Neurology”— en el que la Anatomía, Histología, Fisiología y Patología del Sistema Nervioso se impartían de forma integrada. Ese curso fue para el Prof. Reinoso una revelación del ideal de enseñanza de la Neurociencia y desde aquel momento en su mente estuvo el deseo de hacer algo similar en España.